# Saison 1912-1913 de la Juventus FC
Maillots
Chronologie
Saison précédente Saison suivante
La saison 1912-1913 du Foot-Ball Club Juventus est la quatorzième de l'histoire du club, créé seize ans plus tôt en 1897.
Le club de la ville de Turin participe là à la 16e édition du championnat d'Italie (appelé à l'époque la Première catégorie).

## Historique
Au cours de cette saison, toujours placée sous le signe des difficultés, aussi bien financières qu'au niveau de l'organisation du club, le FBC Juventus tente de relever la tête et d'effacer la triste saison 1912, la pire de son histoire depuis son entrée en compétition officielle.
Malgré quelques nombreuses arrivées au club (le gardien italien Rosolino Montano, les défenseurs Augusto Arioni et Bodo, les milieux Roberto Caselli, Garlanda, Giuseppe Giriodi, Rolfo et Francesco Varalda, ainsi que les attaquants Billy Ayers, Benelli, Jack Brown, Charles Comte, Copasso, Mario Fiamberti, Fornara et Poggi), le calvaire dans son effectif continu, la Juve ne pouvant quelquefois aligner que dix joueurs de champ. C'est donc avec appréhension que les bianconeri débutent donc leur nouvelle saison, lors de ce championnat 1912-1913, disputé sous une nouvelle forme assez complexe.
En effet, le tournoi est divisé en 2 avec un tournoi principal (phase finale où ne se qualifient que les vainqueurs des éliminatoires régionaux, du Piémont, de Lombardie-Ligurie et de Vénétie-Émilie) et un tournoi péninsulaire (phase finale où ne se qualifient que les vainqueurs des éliminatoires régionaux, de Campanie et de Toscane-Latium). Les vainqueurs des deux tournois se retrouvent alors en finale. Pour la première, une phase de relégation est approuvée, par suite du nombre de plus en plus grandissant d'équipes inscrites.
La Juventus commence donc avec les éliminatoires du Piémont (Eliminatorie Piemonte) composée de 6 équipes, commençant sa série le dimanche 3 novembre 1912, en s'inclinant 2-1 contre le Piemonte Football Club (Varalda I fut le buteur juventino). À la suite de cette première désillusion, le club piémontais s'incline à nouveau une semaine plus tard 3 à 0 contre le Casale Calcio. Lors de la 3e journée du 17 novembre, les bianconeri subissent une véritable humiliation face à l'ennemi turinois du FBC Torino, avec une déroute à domicile 8 buts à 0. La Juve au bord du gouffre continue sa série noire, enchaînant défaites sur défaites, perdant même sur le score de 8-6 lors du match retour du Derby della Mole du 9 février (ce match reste encore à ce jour la partie du club avec le plus grand nombre de buts inscrits en un seul match). La première victoire bianconera est assurée par 3-0 (but de Poggi et doublé d'Ayers) contre le Novare Calcio à un match de la fin, première victoire officielle des piémontais depuis presque 11 mois. Avec seulement 3 points pris en 9 matchs lors de ce groupe régional, la Juve perd à l'extérieur contre l'Union Sportiva Verceil Calcio 3 à 0 son dernier match, abandonnant tout espoir, et pour la première fois, se retrouve au bord de la relégation, condamnée, car terminant à la 6e et dernière place du groupe éliminatoire piémontais, ne rejoignant pas le tournoi principal.
À la suite de sa saison catastrophique, la Juve, qui se doit de réagir, évite de peu la relégation à la suite de protestations auprès de la fédération, et change de président en 1913, avec Attilio Ubertalli, qui cède sa place au bout de 2 saisons au suisse Giuseppe Hess, deuxième président étranger de l'histoire du club, après son compatriote Alfred Dick.

## Déroulement de la saison

### Résultats en championnat

#### Éliminatoires du Piémont
| dimanche 3 novembre 1912 1re journée | Juventus      | 1 - 2 | Piemonte                       | Stadio di Corso Sebastopoli, Turin Arbitre : Mauro |
| dimanche 3 novembre 1912 1re journée | Varalda I 30e |       | 44e Marchisio · 85e Valobra II | Stadio di Corso Sebastopoli, Turin Arbitre : Mauro |

| dimanche 10 novembre 1912 2e journée | Casale                                    | 3 - 0 | Juventus | Casale Monferrato Arbitre : Meazza |
| dimanche 10 novembre 1912 2e journée | Passeroni 24e · Mattea I 40e · Parodi 55e |       |          | Casale Monferrato Arbitre : Meazza |

| dimanche 17 novembre 1912 3e journée | Juventus | 0 - 8                                                                      | Torino | Stadio di Corso Sebastopoli, Turin Arbitre : Valvassori |
| dimanche 17 novembre 1912 3e journée |          | 17e 28e Ruffa · 46e 55e 59e Mosso III · 63e Debernardi I · 70e 88e Mosso I |        | Stadio di Corso Sebastopoli, Turin Arbitre : Valvassori |

| dimanche 24 novembre 1912 4e journée | Novare                  | 3 - 3 | Juventus         | Novare Arbitre : Mauro |
| dimanche 24 novembre 1912 4e journée | Tommaselli · Meneghetti |       | Buteurs inconnus | Novare Arbitre : Mauro |

| dimanche 19 janvier 1913 5e journée | Juventus | 0 - 4                                                  | Pro Vercelli | Stadio di Corso Sebastopoli, Turin Arbitre : Radice |
| dimanche 19 janvier 1913 5e journée |          | 30e Rampini I · 54e Corna · 75e Ferraro · 88e Milano I |              | Stadio di Corso Sebastopoli, Turin Arbitre : Radice |

| dimanche 26 janvier 1913 6e journée | Piemonte                                  | 3 - 1 | Juventus  | Campo di Villa Rignon, Turin Arbitre : Meazza |
| dimanche 26 janvier 1913 6e journée | Valobra I 16e · Valobra II 20e · Gaby 40e |       | 12e Poggi | Campo di Villa Rignon, Turin Arbitre : Meazza |

| dimanche 2 février 1913 7e journée | Juventus | 0 - 1      | Casale | Stadio di Corso Sebastopoli, Turin Arbitre : Mauro |
| dimanche 2 février 1913 7e journée |          | 28e Varese |        | Stadio di Corso Sebastopoli, Turin Arbitre : Mauro |

| dimanche 9 février 1913 8e journée | Torino                                                                                            | 8 - 6 | Juventus                                                  | Campo Piazza d'Armi, Turin 2300 spectateurs Arbitre : Pasteur |
| dimanche 9 février 1913 8e journée | Debernardi I 7e 12e 41e · Debernardi II 8e 52e · Mosso III 10e · Bachmann II 45e · Bodo 52e (csc) |       | 20e Maffiotti · 27e Comte · 65e 66e 82e Poggi · 74e Ayers | Campo Piazza d'Armi, Turin 2300 spectateurs Arbitre : Pasteur |

| dimanche 16 février 1913 9e journée | Juventus                  | 3 - 0 | Novare | Stadio di Corso Sebastopoli, Turin Arbitre : Goetzlof |
| dimanche 16 février 1913 9e journée | Poggi 20e · Ayers 88e 90e |       |        | Stadio di Corso Sebastopoli, Turin Arbitre : Goetzlof |

| dimanche 23 février 1913 10e journée | Pro Vercelli                  | 3 - 0 | Juventus | Verceil Arbitre : Laugeri |
| dimanche 23 février 1913 10e journée | Rampini I 10e 85e · Corna 30e |       |          | Verceil Arbitre : Laugeri |

##### Classement final
|  |    | Éliminatoires Piémont | Pts | MJ | V | N | D | BP | BC | Dif |
|  | -- | --------------------- | --- | -- | - | - | - | -- | -- | --- |
|  | 1. | Pro Vercelli          | 19  | 10 | 9 | 1 | 0 | 38 | 2  | +36 |
|  | 2. | Casale                | 13  | 10 | 5 | 3 | 2 | 15 | 8  | +7  |
|  | 3. | Torino                | 11  | 10 | 5 | 1 | 4 | 35 | 21 | +14 |
|  | 4. | Piemonte              | 10  | 10 | 5 | 0 | 5 | 16 | 37 | -21 |
|  | 5. | Novare                | 4   | 10 | 1 | 2 | 7 | 13 | 28 | -15 |
|  | 6. | Juventus              | 3   | 10 | 1 | 1 | 8 | 14 | 43 | -29 |

### Matchs amicaux
| dimanche 29 septembre 1912 | Juventus         | 3 - 1 | Vigor          | Turin |
| dimanche 29 septembre 1912 | Buteurs inconnus |       | Buteur inconnu | Turin |

| dimanche 6 octobre 1912 | Juventus       | 1 - 7 | Piemonte         | Turin |
| dimanche 6 octobre 1912 | Buteur inconnu |       | Buteurs inconnus | Turin |

| dimanche 13 octobre 1912 | Juventus | 0 - 2            | Casale | Turin |
| dimanche 13 octobre 1912 |          | Buteurs inconnus |        | Turin |

| dimanche 20 octobre 1912 | Piemonte         | 2 - 0 | Juventus | Turin |
| dimanche 20 octobre 1912 | Buteurs inconnus |       |          | Turin |

| samedi 30 novembre 1912 | Vigor | score inconnu | Juventus |  |
| samedi 30 novembre 1912 |       |               |          |  |

| dimanche 8 décembre 1912 | Juventus         | 3 - 2 | Concordia Yverdon |  |
| dimanche 8 décembre 1912 | Buteurs inconnus |       | Buteurs inconnus  |  |

| dimanche 22 décembre 1912 | Juventus         | 3 - 3 | Milan            |  |
| dimanche 22 décembre 1912 | Buteurs inconnus |       | Buteurs inconnus |  |

| dimanche 29 décembre 1912 | Juventus         | 2 - 6 | Pro Vercelli     |  |
| dimanche 29 décembre 1912 | Buteurs inconnus |       | Buteurs inconnus |  |

| mercredi 1er janvier 1913 | Juventus         | 3 - 2 | Piemonte         | Turin |
| mercredi 1er janvier 1913 | Buteurs inconnus |       | Buteurs inconnus | Turin |

| dimanche 5 janvier 1913 | Juventus et Torino | 4 - 4 | Piemonte et Italie | Turin |
| dimanche 5 janvier 1913 | Buteurs inconnus   |       | Buteurs inconnus   | Turin |

| dimanche 12 janvier 1913 | Juventus         | 4 - 4 | Casale           |  |
| dimanche 12 janvier 1913 | Buteurs inconnus |       | Buteurs inconnus |  |

#### Coppa Doria
| dimanche 30 mars 1913 | Juventus         | 3 - 2 | US Milanese      |  |
| dimanche 30 mars 1913 | Buteurs inconnus |       | Buteurs inconnus |  |

| dimanche 6 avril 1913 | Novare           | 2 - 1 | Juventus       |  |
| dimanche 6 avril 1913 | Buteurs inconnus |       | Buteur inconnu |  |

| dimanche 13 avril 1913 | Andrea Doria     | 4 - 3 | Juventus         |  |
| dimanche 13 avril 1913 | Buteurs inconnus |       | Buteurs inconnus |  |

| dimanche 20 avril 1913 | US Milanese    | 1 - 0 | Juventus |  |
| dimanche 20 avril 1913 | Buteur inconnu |       |          |  |

| dimanche 4 mai 1913 | Juventus         | 2 - 0 | Novare |  |
| dimanche 4 mai 1913 | Buteurs inconnus |       |        |  |

| dimanche 25 mai 1913 | Juventus         | 2 - 4 | Andrea Doria     |  |
| dimanche 25 mai 1913 | Buteurs inconnus |       | Buteurs inconnus |  |

## Effectif du club
Effectif des joueurs du Foot-Ball Club Juventus lors de la saison 1912-1913.

## Buteurs
| 5 buts - Poggi 3 buts - Billy Ayers | 1 but - Charles Comte - Silvio Maffiotti - Francesco Varalda |